# Skidmore, Missouri
Skidmore är en ort i Nodaway County i delstaten Missouri i USA. Skidmore hade 245 invånare år 2020.